# Gyroporus castaneus
Gyroporus castaneus (Pierre Bulliard, 1788 ex Lucien Quélet, 1886), sin. Boletus cyanescens (Pierre Bulliard, 1788), din încrengătura Basidiomycota în familia Gyroporaceae și de genul Gyroporus, denumit în popor hrib castaniu, este o specie de ciuperci comestibile care coabitează cu rădăcinile de arbori, formând micorize. În România, Basarabia și Bucovina de Nord, se dezvoltă, adesea numai solitar, pe teren nisipos sau argilos în  păduri de foioase sau mixte sub fagi, frasini, dar preferat sub diverse specii de stejari. Buretele se poate găsi de la câmpie la munte din  iunie până în octombrie.

## Istoric

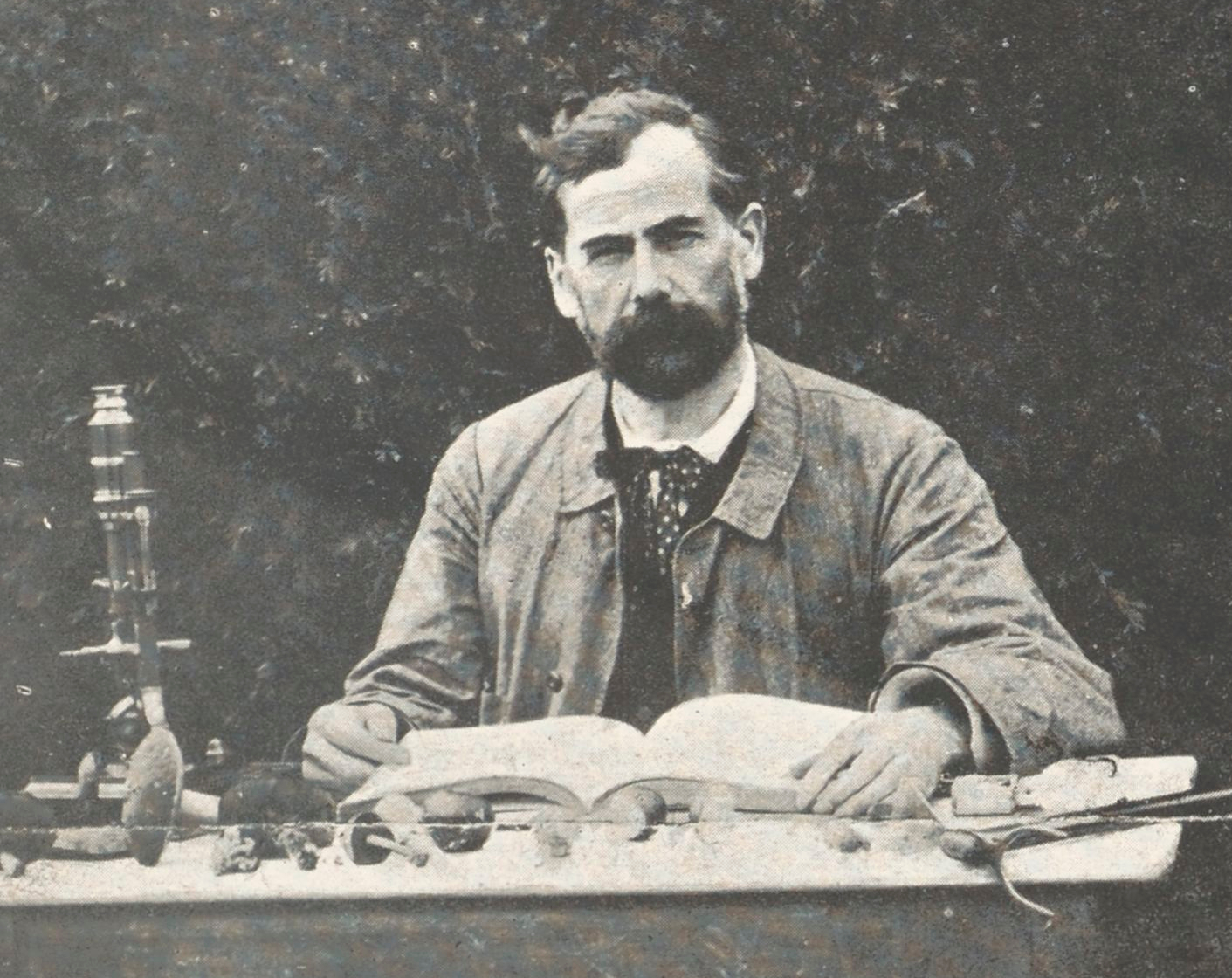
Lucien Quelet

Acest burete a fost descris sub diverse denumiri foarte des, în total de 21 de ori (inclus forme și variații). Aici cele mai importante: 
În anul 1788, specia a fost pomenită și desenată pentru prima dată de naturalistul francez Pierre Bulliard  ca Boletus castaneus în volumul VII al operei sale Herbier de la France ou, Collection complette des plantes indigenes de ce royaume din 1788, alăturând-o însă nu familiei Boletaceae ci celei de Paxillaceae.
Micologul francez Claude Casimir Gillet a redenumit soiul în Boletus testaceus clasificându-l sub genul Boletus în cartea sa Champignons de France - Les Hyménomycètes, Planches supplementaires din 1878.
Specificarea valabilă până în prezent (2018) a fost făcută de renumitul micolog francez Lucien Quélet: A transferat specia la genul nou creat de el Gyroporus, sub numele Gyroporus castaneus, de verificat în cartea sa Enchiridion Fungorum in Europa Media et Praesertim in Gallia Vigentium din 1886. Toate celelalte denumiri sunt sinonime acceptate, dar, nefiind folosite, sunt neglijabile.

## Descriere

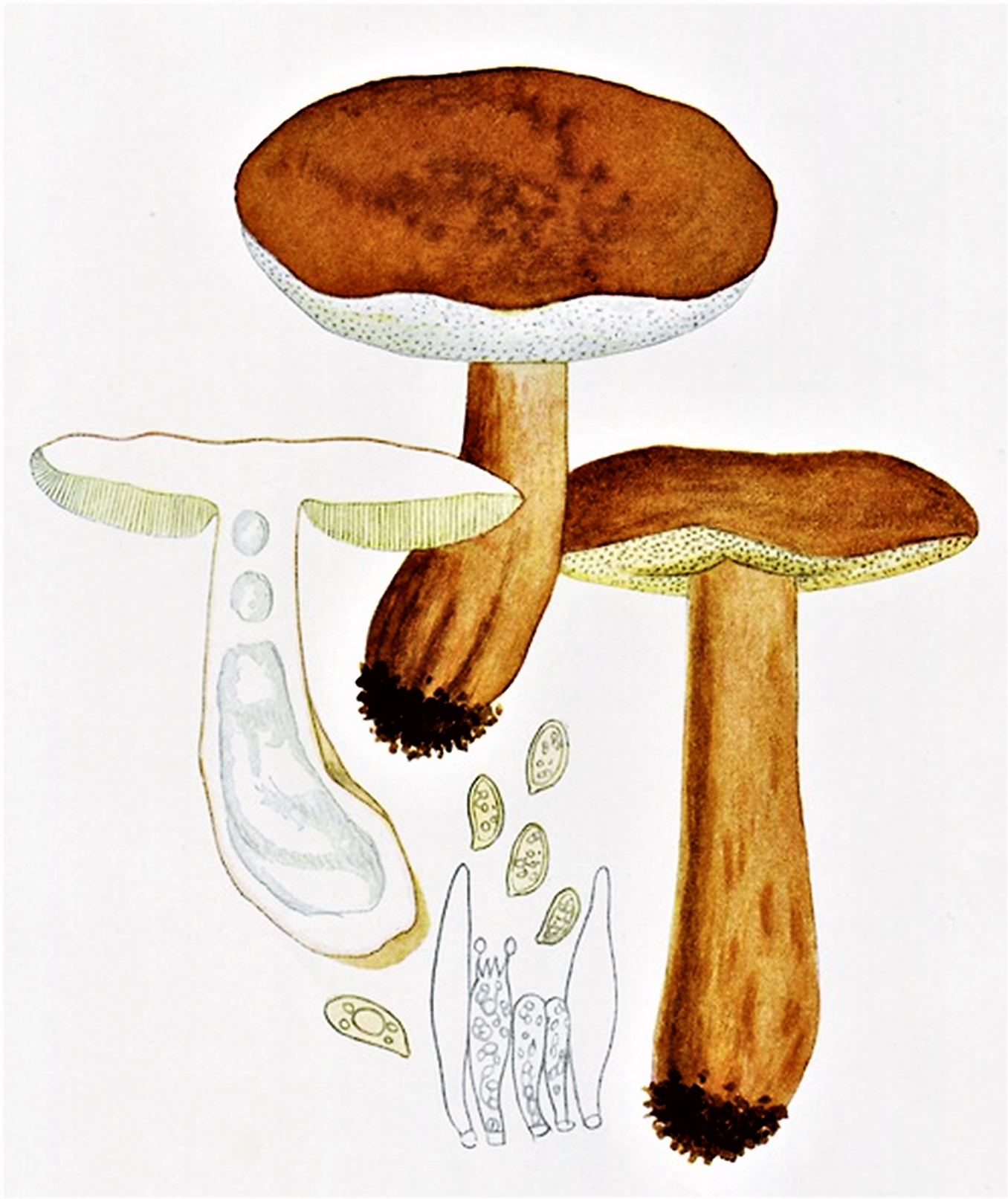
Bres.: Boletus castaneus

- Pălăria: are un diametru de 4-10 (12) cm, este destul de cărnoasă și consistentă, la început semisferică cu marginea mereu tăioasă, răsfrântă în jos spre picior, apoi convexă, la bătrânețe aplatizată, ridicată, îndoită în sus, niciodată cocoșată, căpătând rupturi pe timp uscat. Cuticula este slab solzos-pâsloasă și uscată, la umezeală ușor unsuroasă, care se separă ușor de carne. Coloritul tinde de la galben-murdar, ruginiu, palid brun până la maroniu, devenind cu vârsta mai închis.
- Tuburile și porii: sporiferele sunt destul de scurte, repede bombate ca o pernă precum neaderente la picior. Culoarea lor este inițial albicioasă, la bătrânețe slab galbenă (datorită culorii pulberii sporilor). Porii sunt mici, denși și rotunjori. Stratul poros este albicios, dezvoltând la bătrânețe un aspect murdar.
- Piciorul: are o înălțime de 8-12 cm și o lățime de 1,5- cm, este neted, cărnos, cilindric precum ușor îngroșat la bază, plin și gros la ciuperca tânără, la maturitate spongios cu caverne, fiind de aceiași culoare cu pălăria, dar mai deschis în partea de sus.
- Carnea: este inițial fermă, apoi ceva spongioasă, de culoare albă care nu se decolorează în cazul unei leziuni. Mirosul este plăcut, slab fungid, gustul dulceag, la exemplare tinere ceva ca de nuci.
- Caracteristici microscopice: are spori elipsoidali, hialini (translucizi) sub microscop, și au o mărime 7-11,5 x 4,5-6 (7) microni, pulberea lor fiind ocru-gălbuie (galben de paie).[3][4][5]
- Reacții chimice: Cuticula se colorează cu acid lactic roșu-purpuriu, carnea buretelui cu anilină roz-purpuriu, cu fenol brun de ciocolată, cu metol lila-purpuriu și cu tinctură de Guaiacum slab albastru-verzui.[9][10]

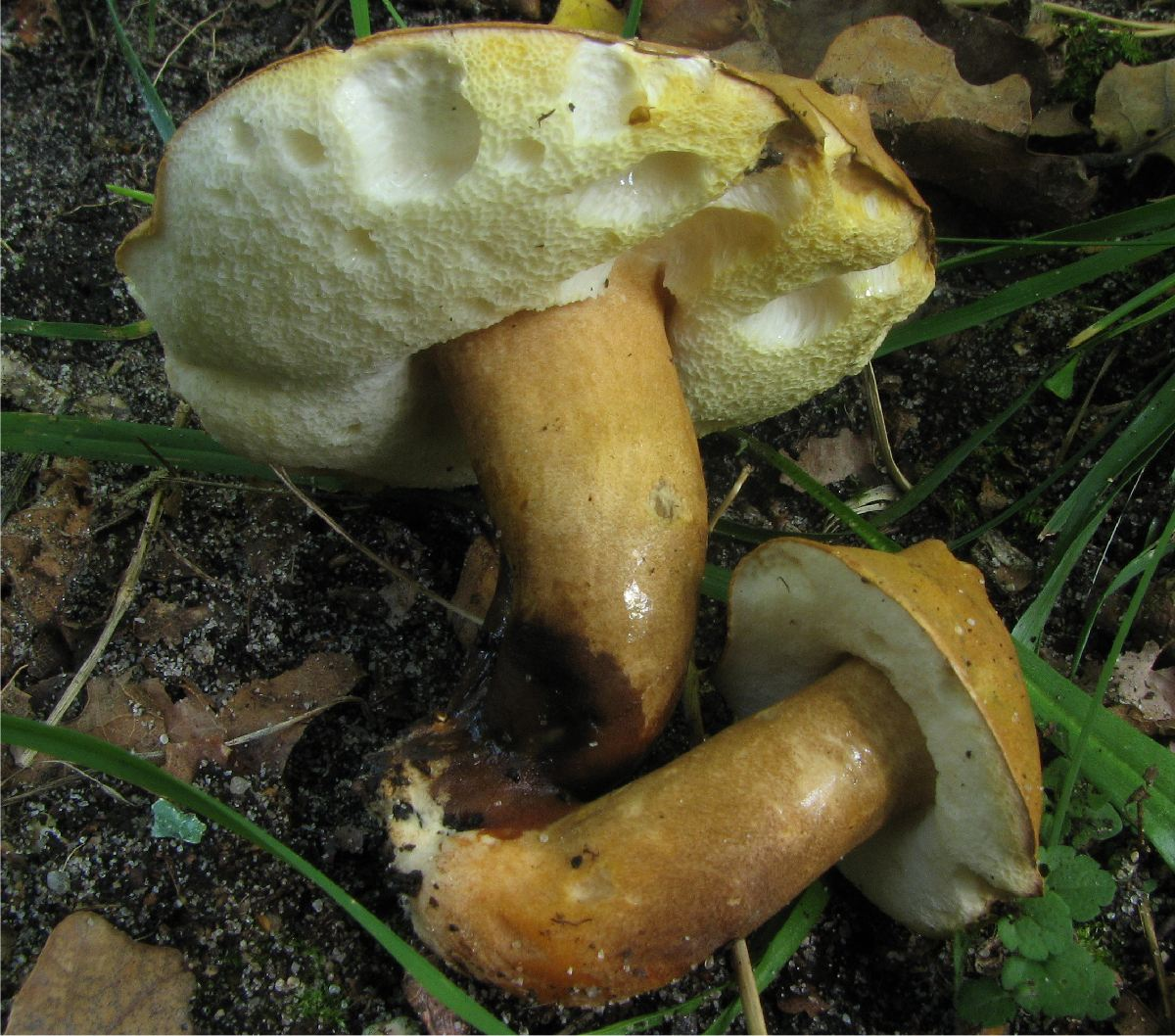
G. castaneus, pori și picior
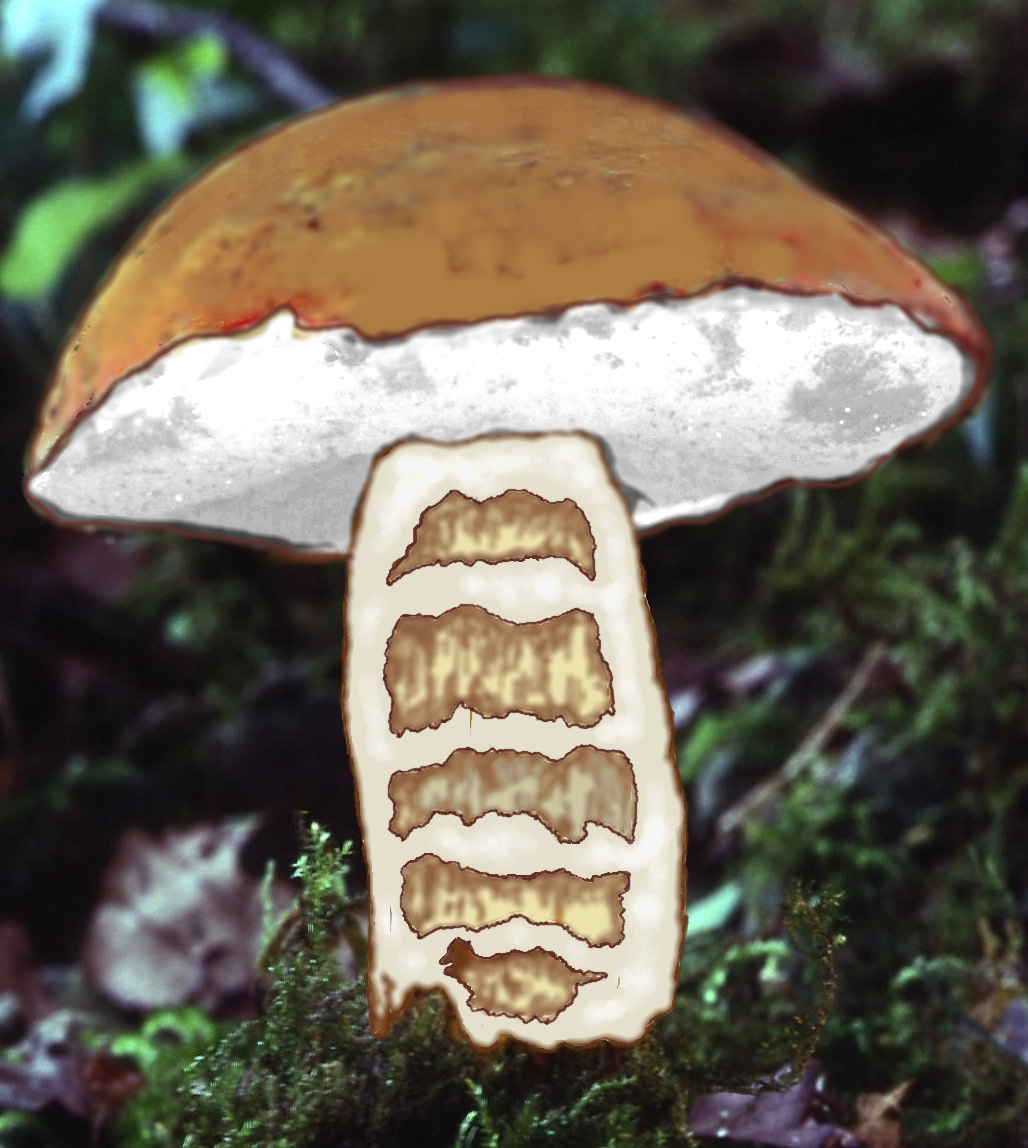
G. castaneus, secțiune longitudinală
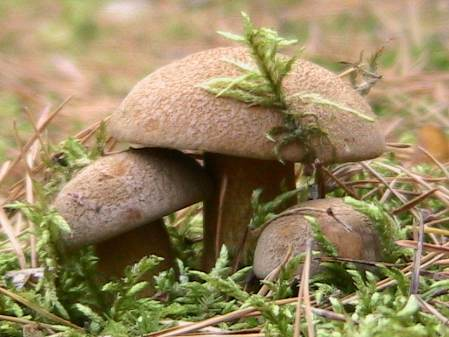
G. castaneus mai tineri
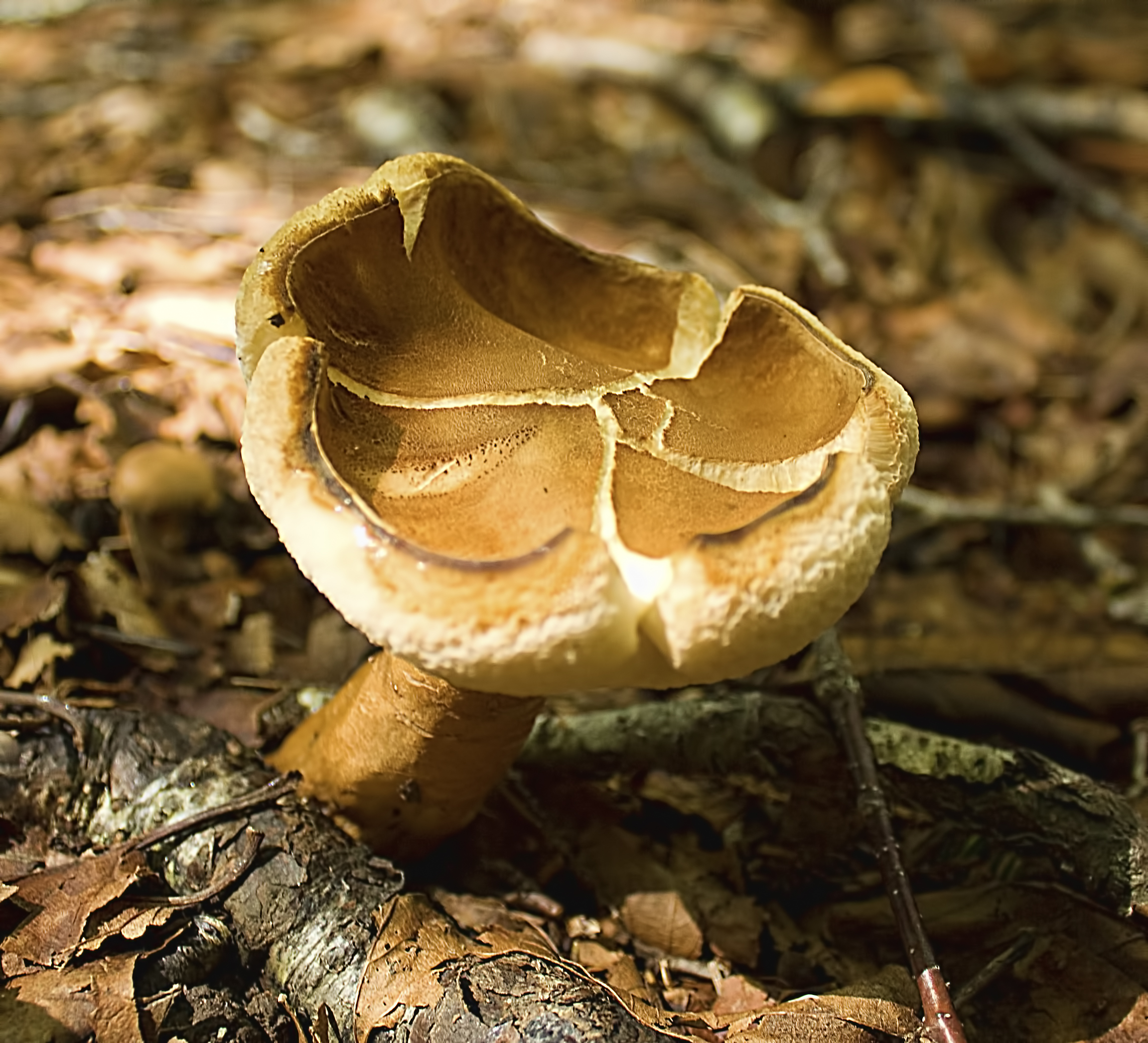
G. castaneus bătrân

## Confuzii
Ciuperca poate numai fi confundată cu alte soiuri comestibile, cu surata ei Gyroporus cyanescens, dar de asemenea cu Aureoboletus moravicus sin. Xerocomus moravicus, Boletus ferrugineus sin. Xerocomus ferrugineus, Boletus impolitus sin. Hemileccinum impolitum (comestibil), Boletus pulverulentus, Boletus subtomentosus, Buchwaldoboletus lignicola sin. Pulveroboletus lignicola, Suillus bovinus,Suillus collinitus, Suillus mediterraneensis sin. Boletus leptopus, Suillus variegatus sin. Boletus variegatus, Xerocomellus chrysenteron, Xerocomellus porosporus sin. Boletus porosporus sau chiar cu exemplare de culoare mai deschisă  a lui Xerocomus badius.
Soiul poate fi confundat de asemenea cu foarte asemănătorul precum otrăvitorul Gyroporus ammophilus care se dezvoltă în momentul de față (2018) numai pe Peninsula Iberică și în Franța de Sud.

## Specii asemănătoare

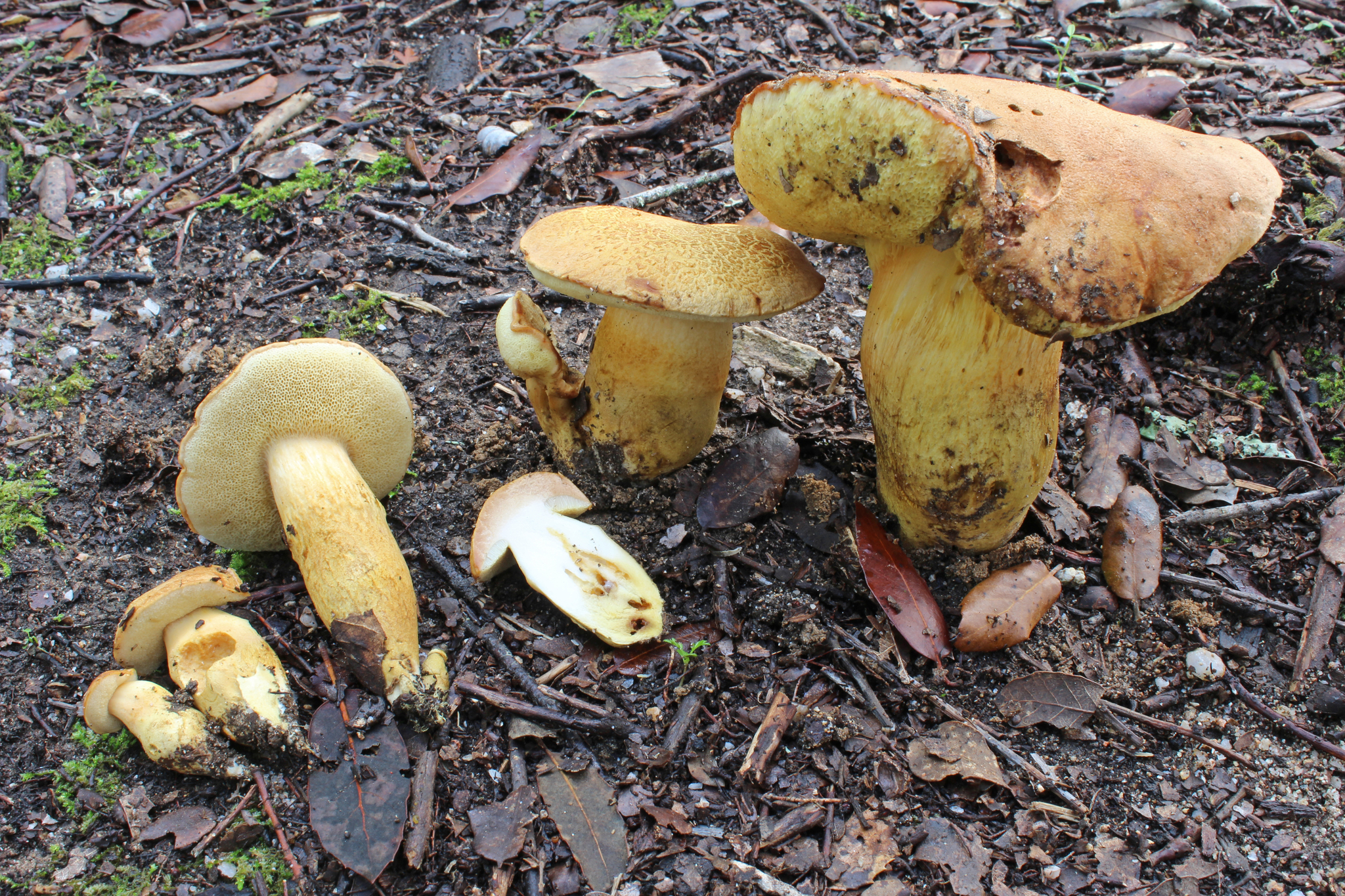
Aureoboletus moravicus sin. Xerocomus moravicus
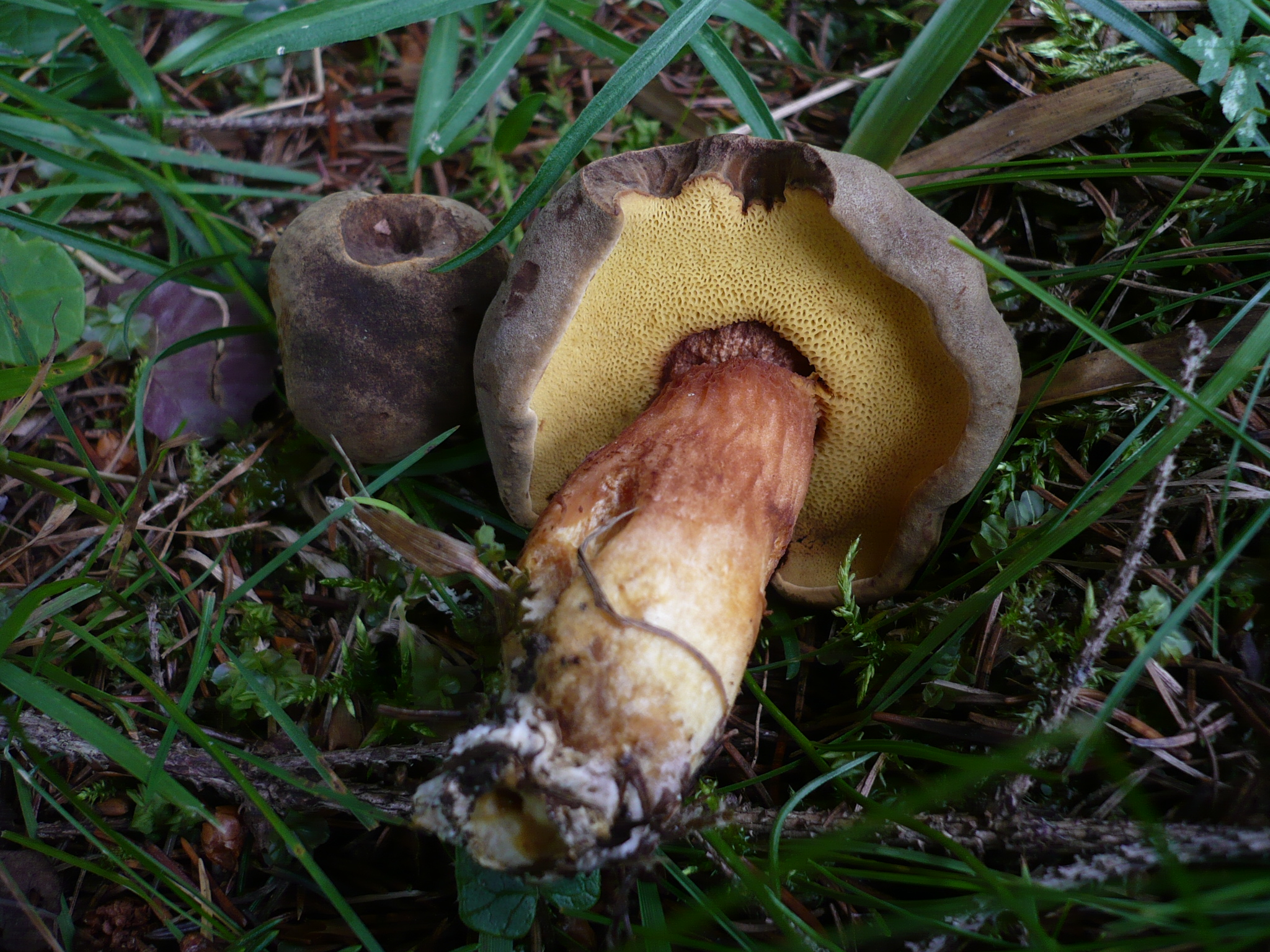
Boletus ferrugineus
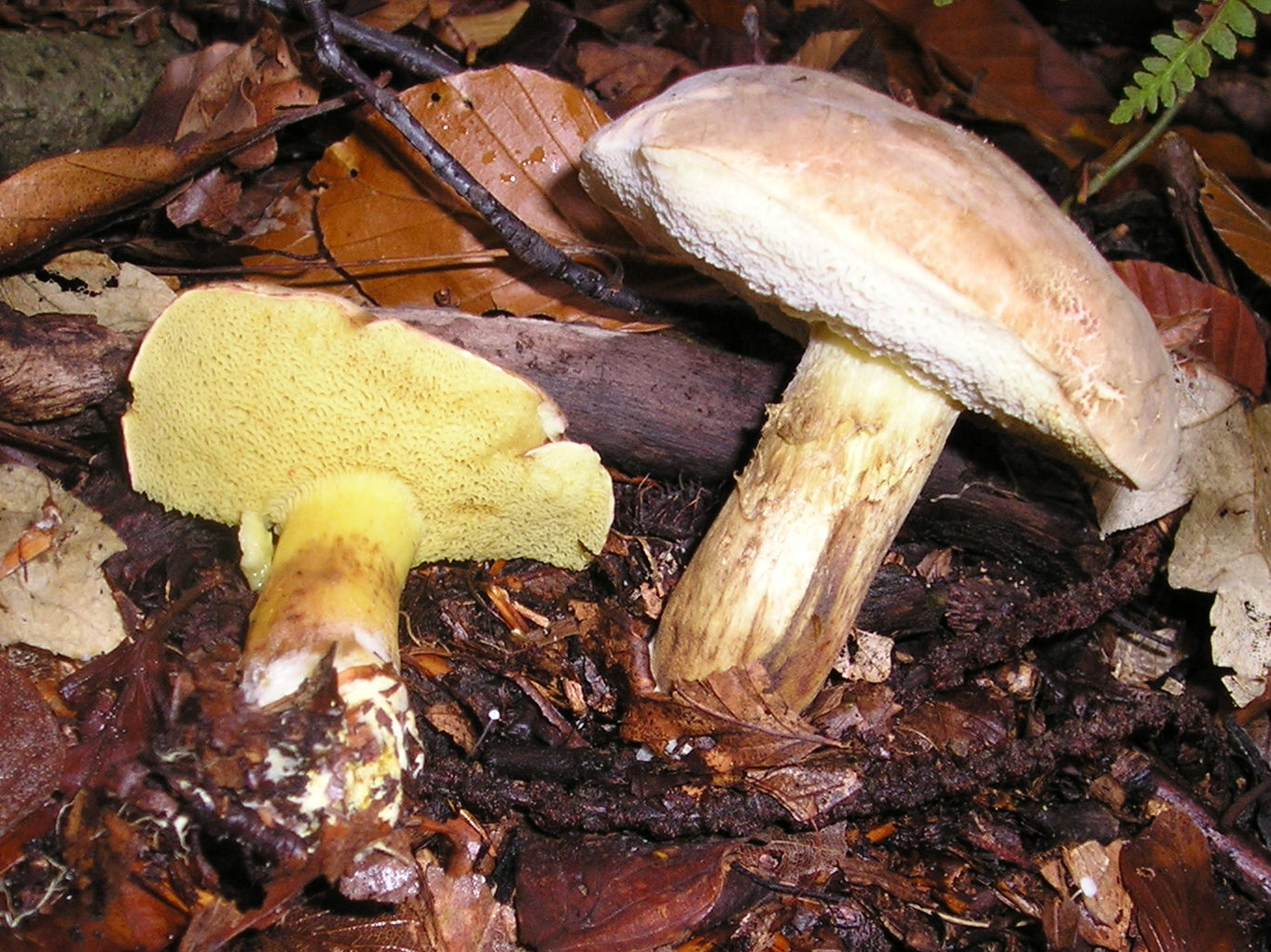
Boletus subtomentosus
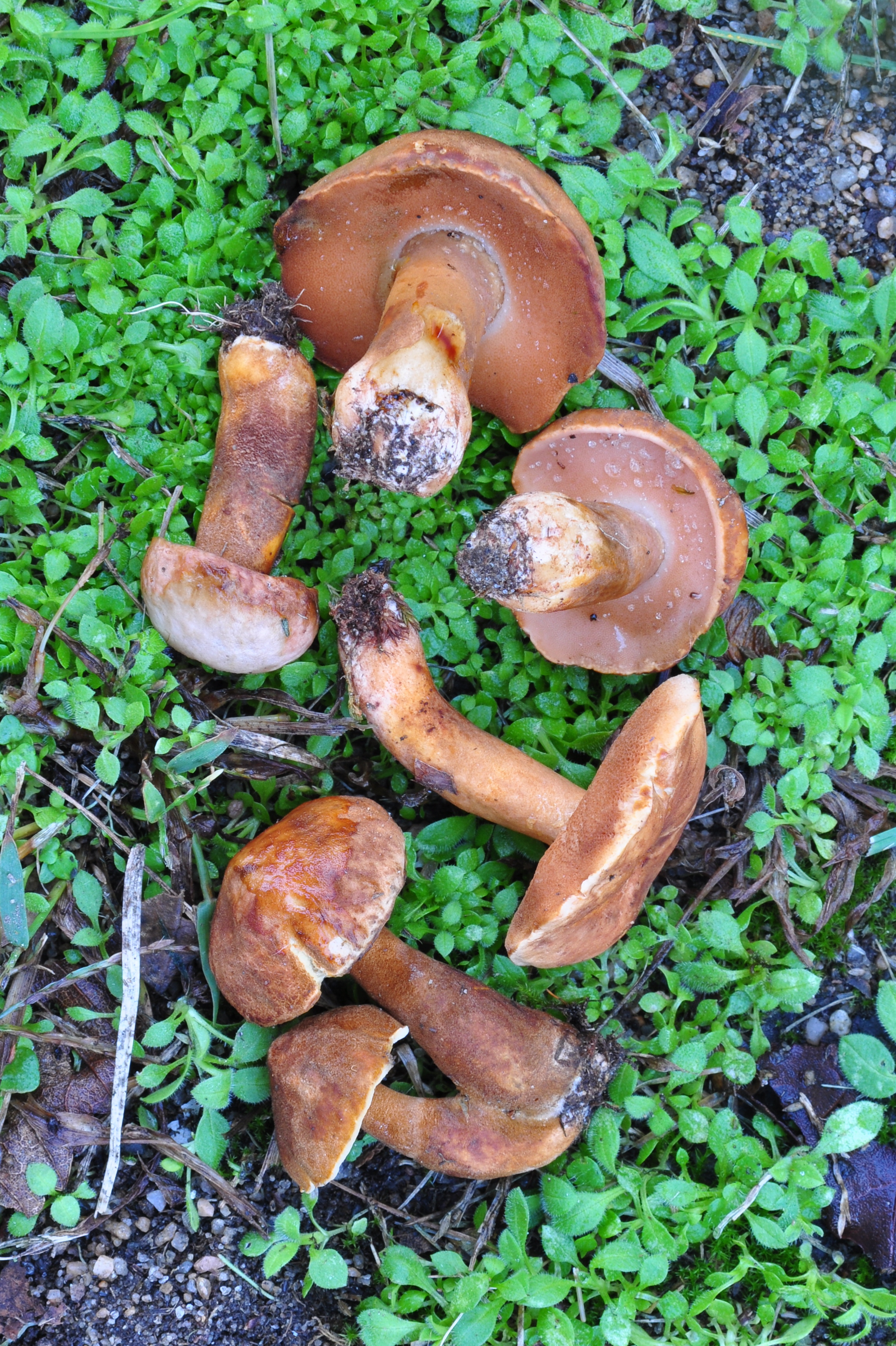
’’’!!’’’Gyroporus ammophilus’’’!!’’’
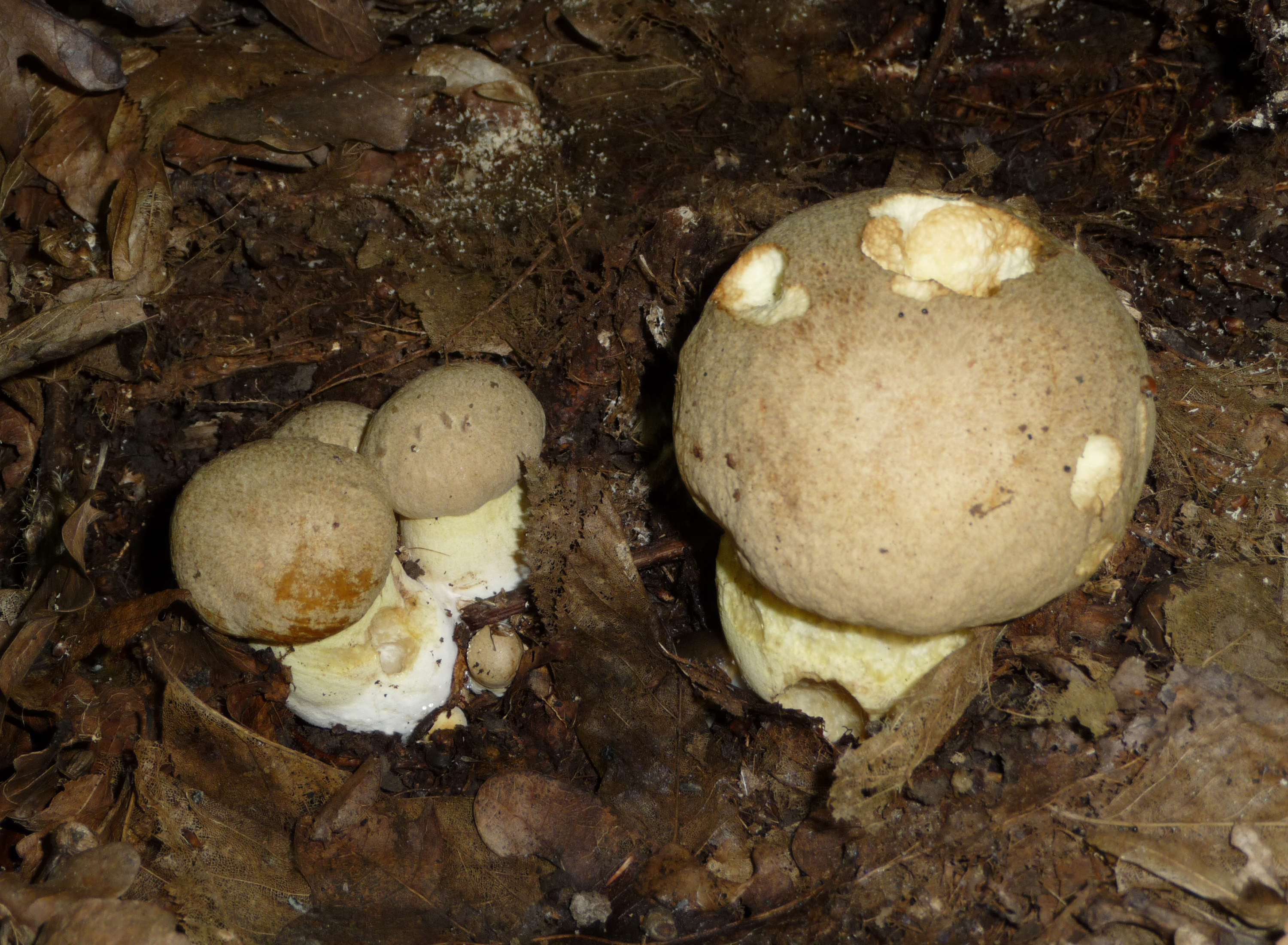
Boletus impolitus
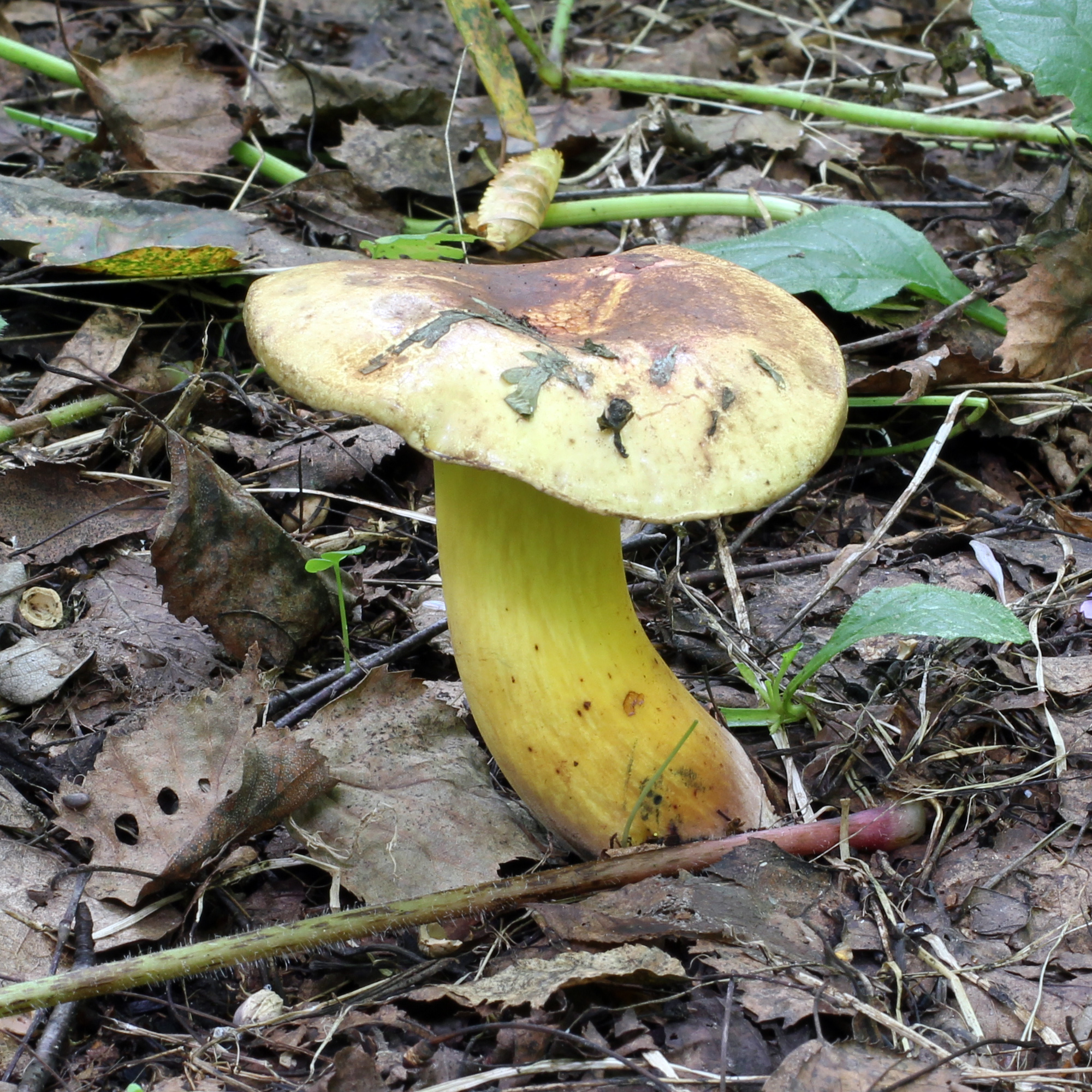
Boletus pulverulentus
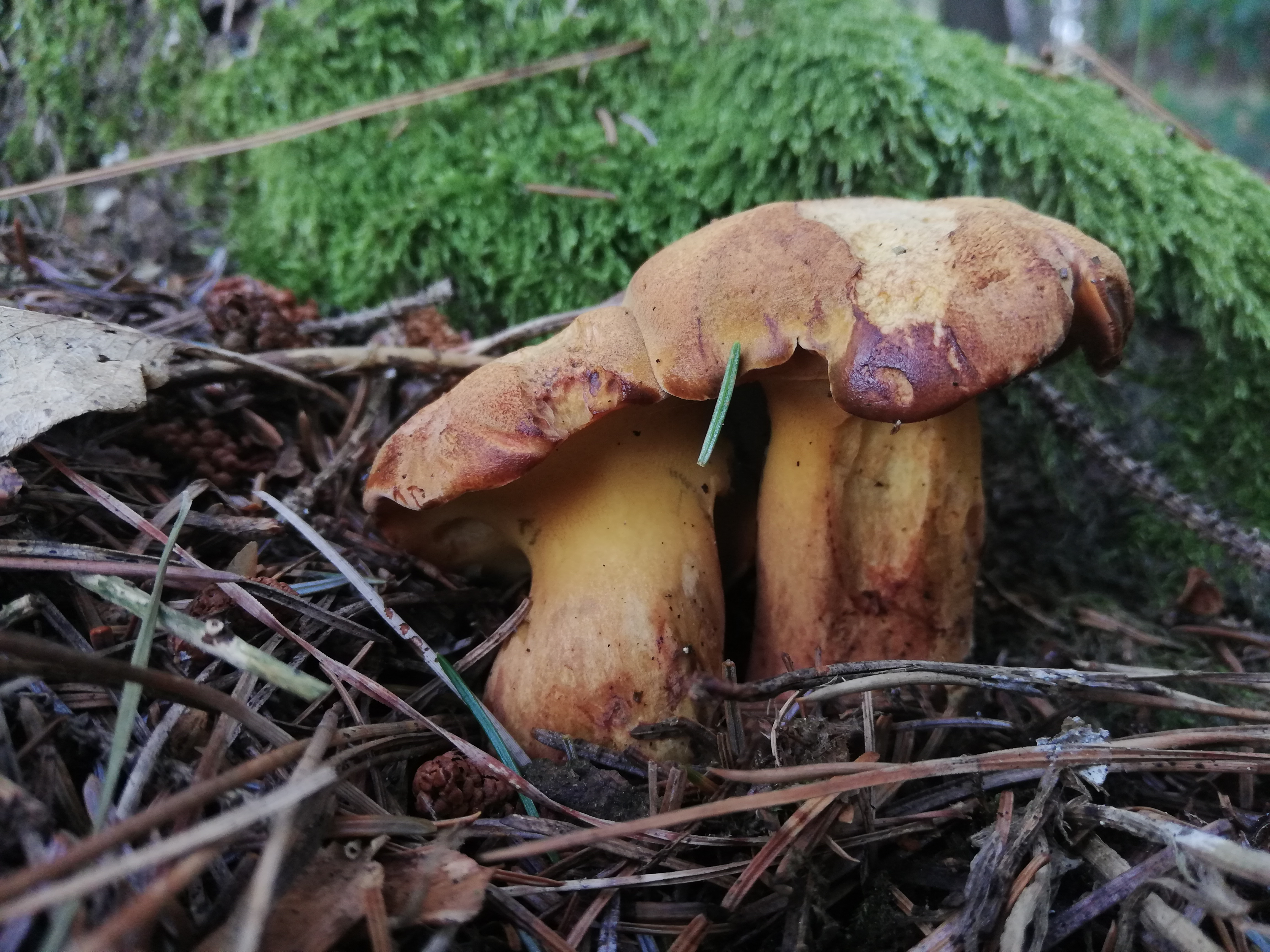
Buchwaldoboletus lignicola

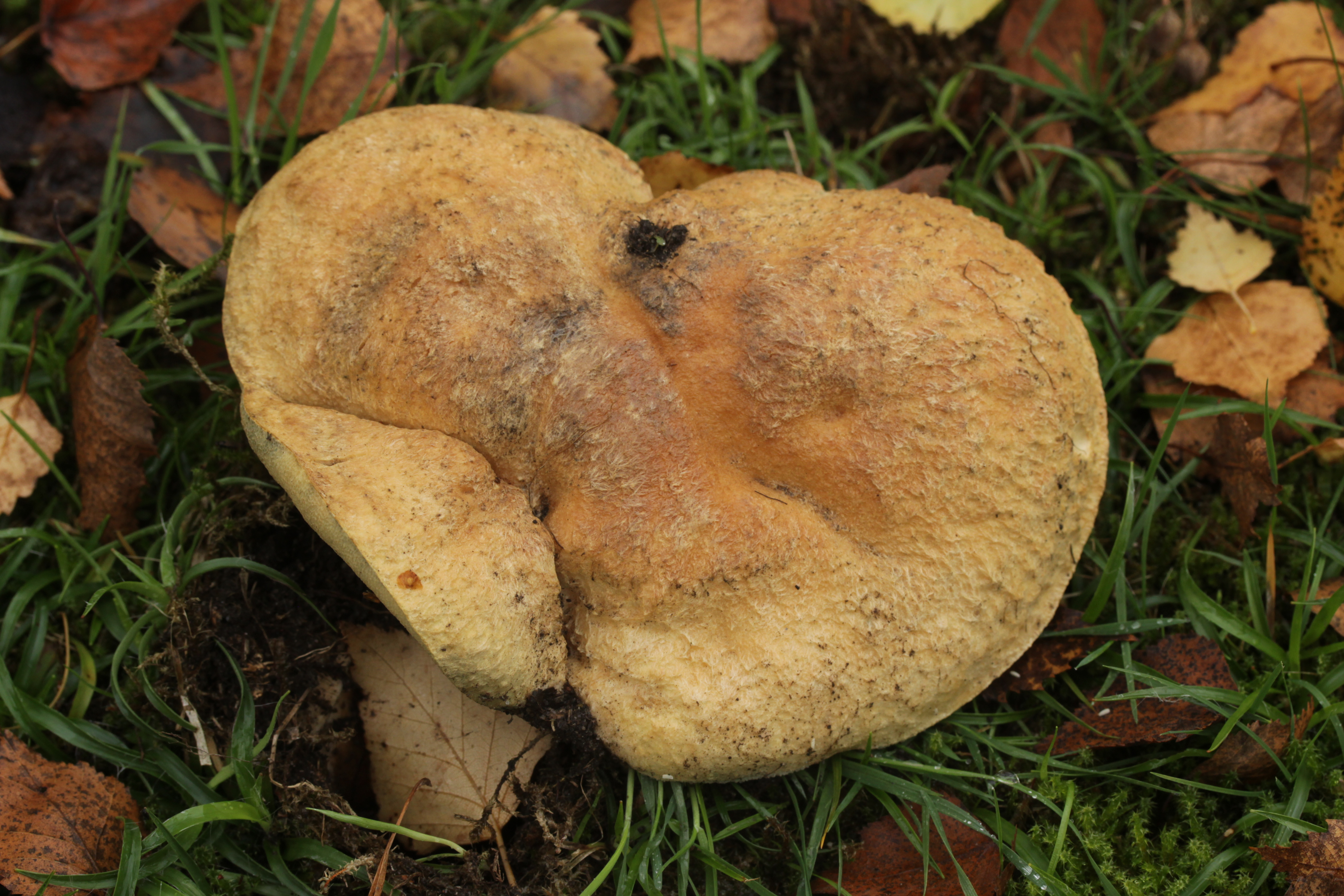
Gyroporus cyanescens
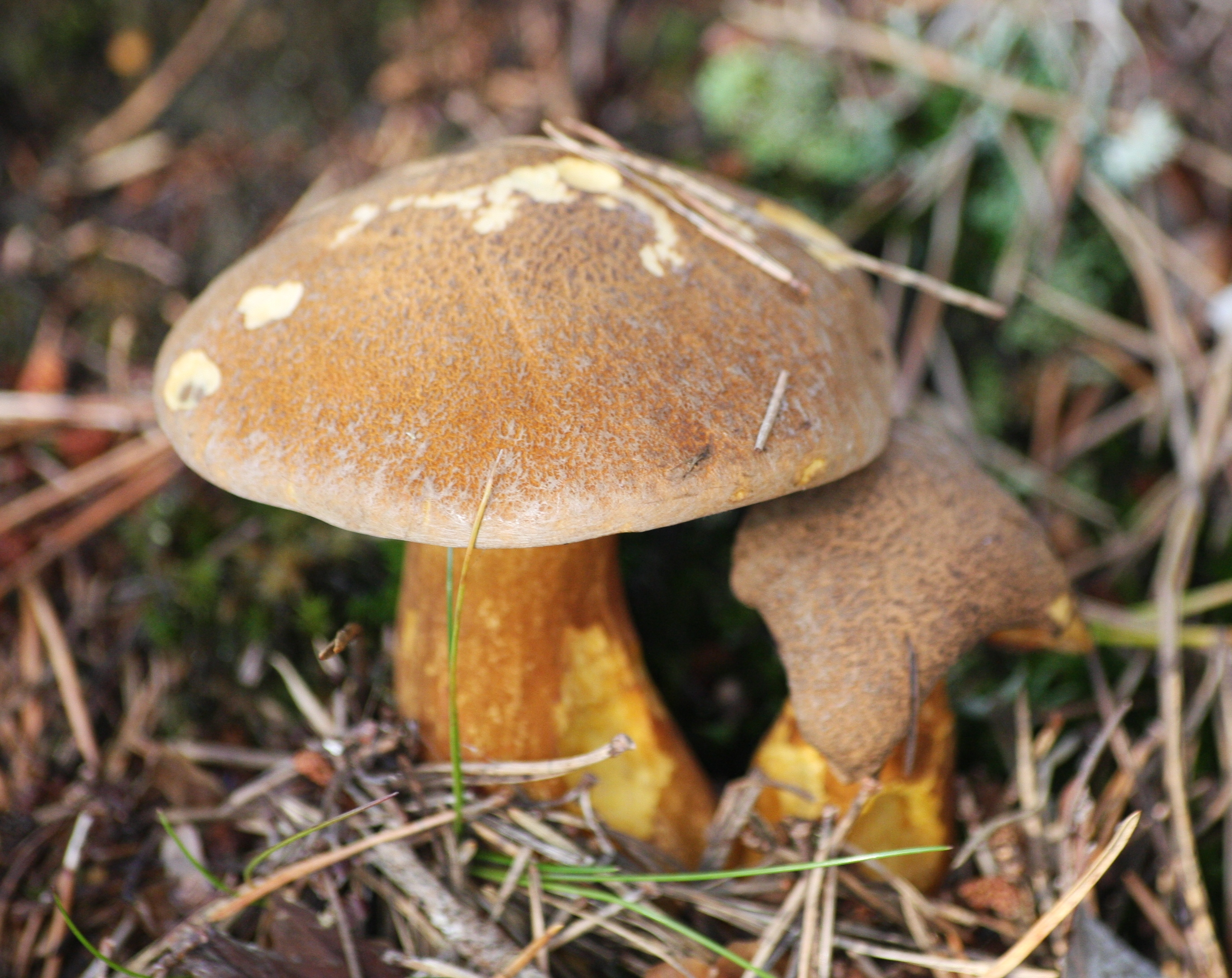
Suillus bovinus
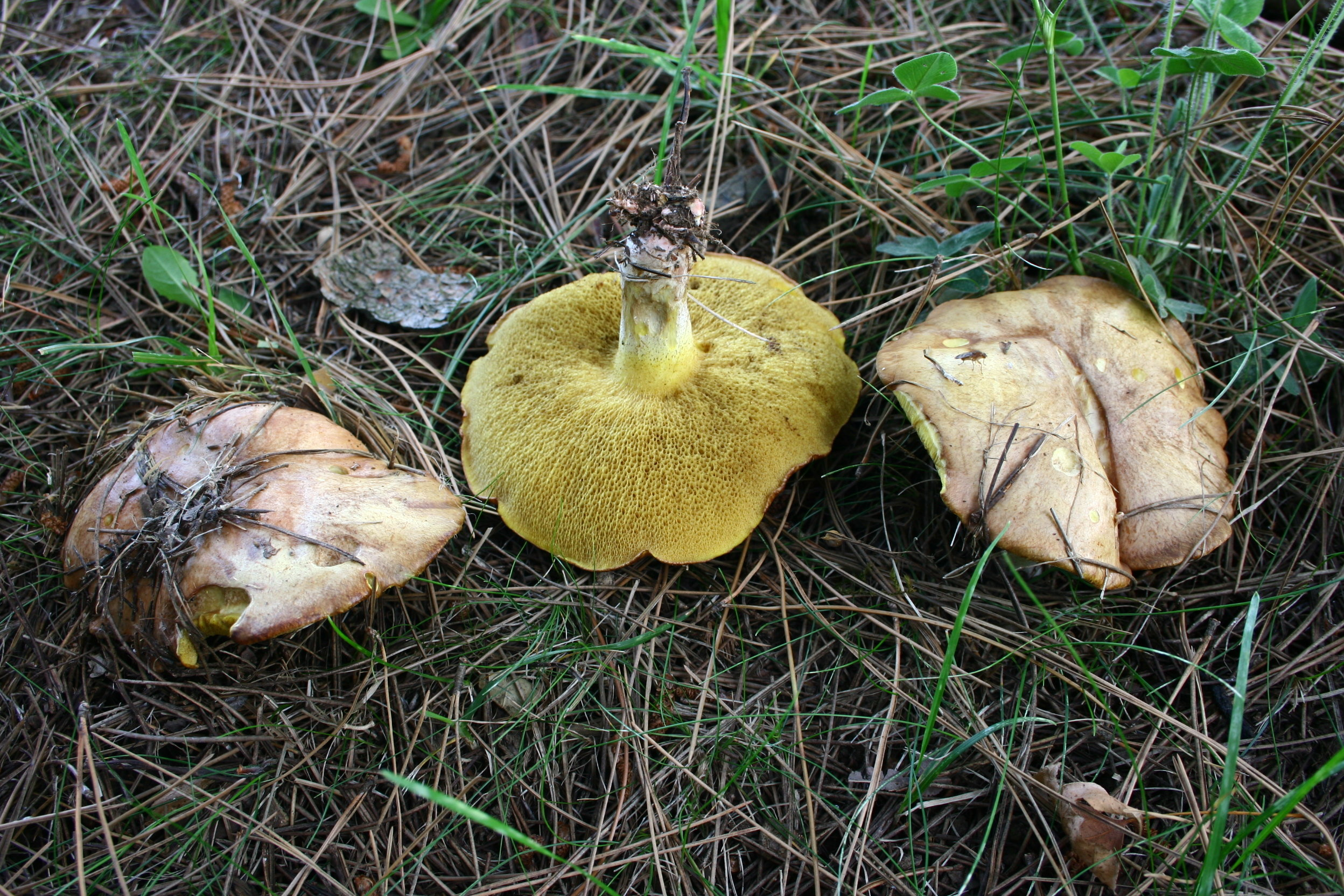
Suillus collinitus
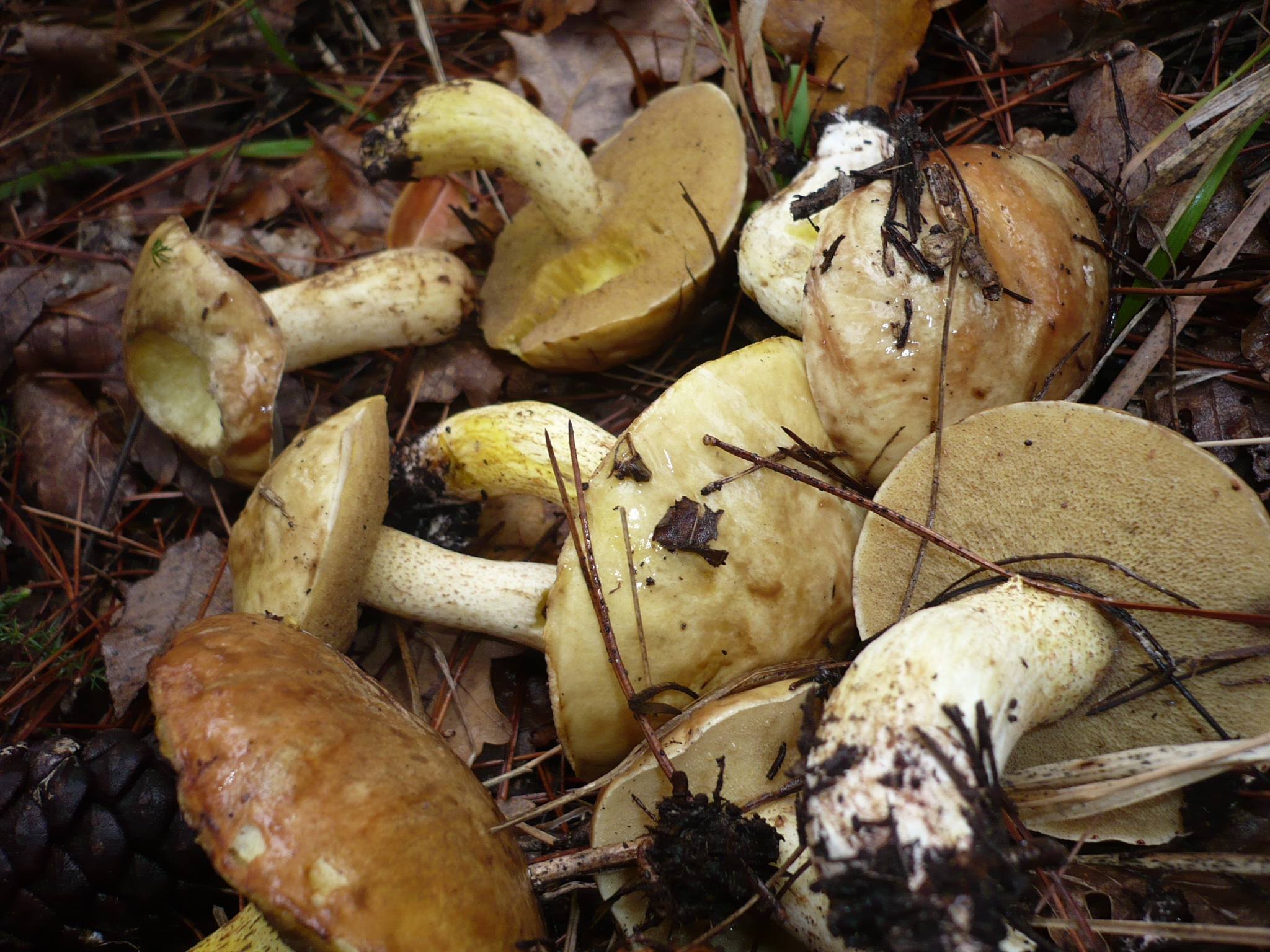
Suillus mediterraneensis sin. Boletus leptopus
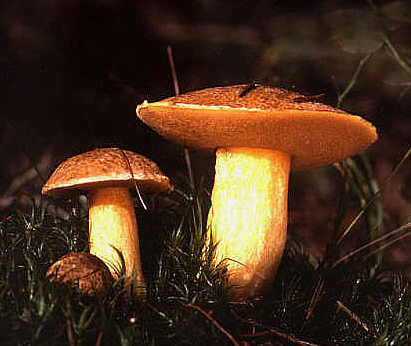
Suillus sin. Boletus variegatus
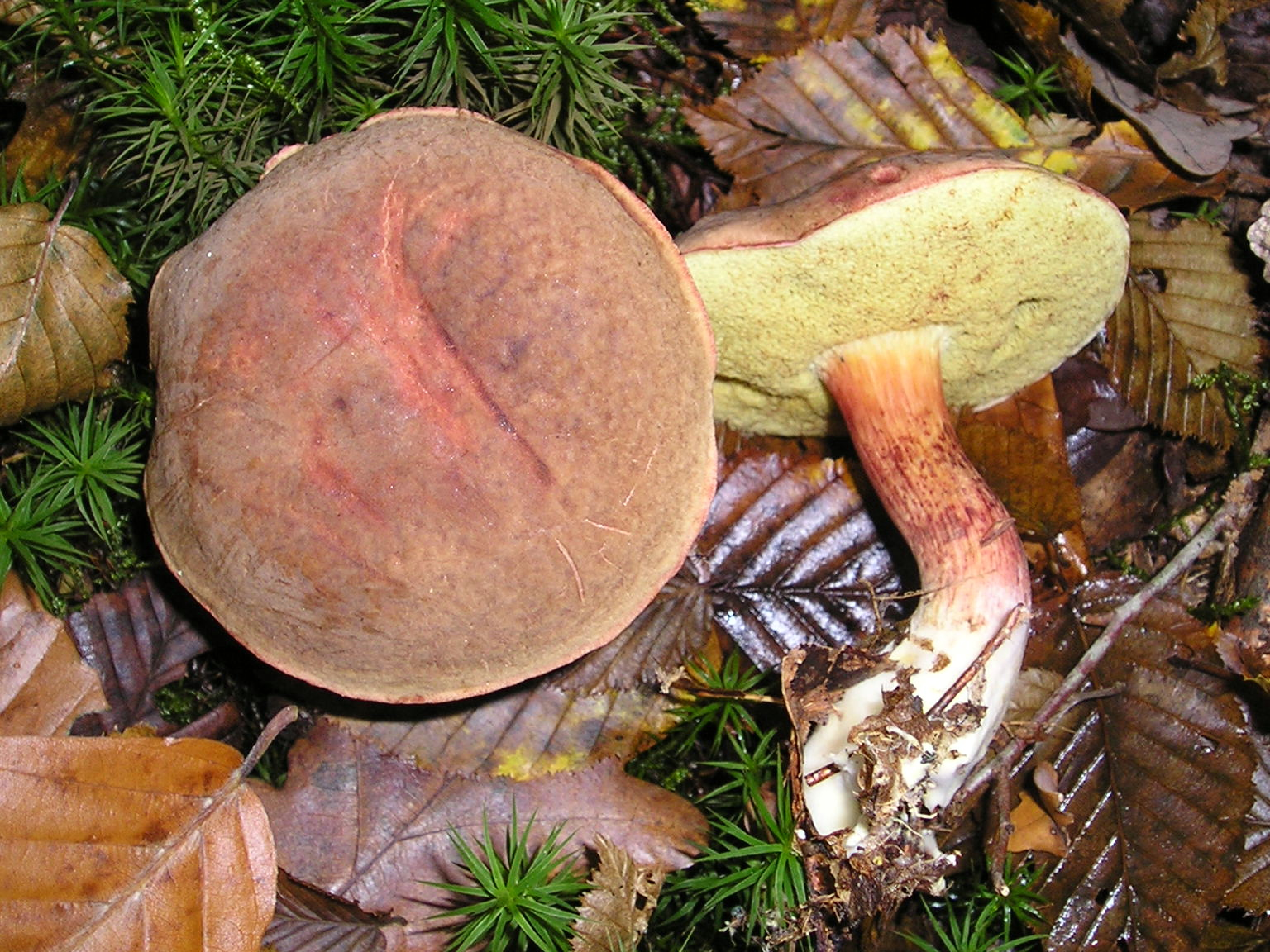
Xerocomus chrysenteron
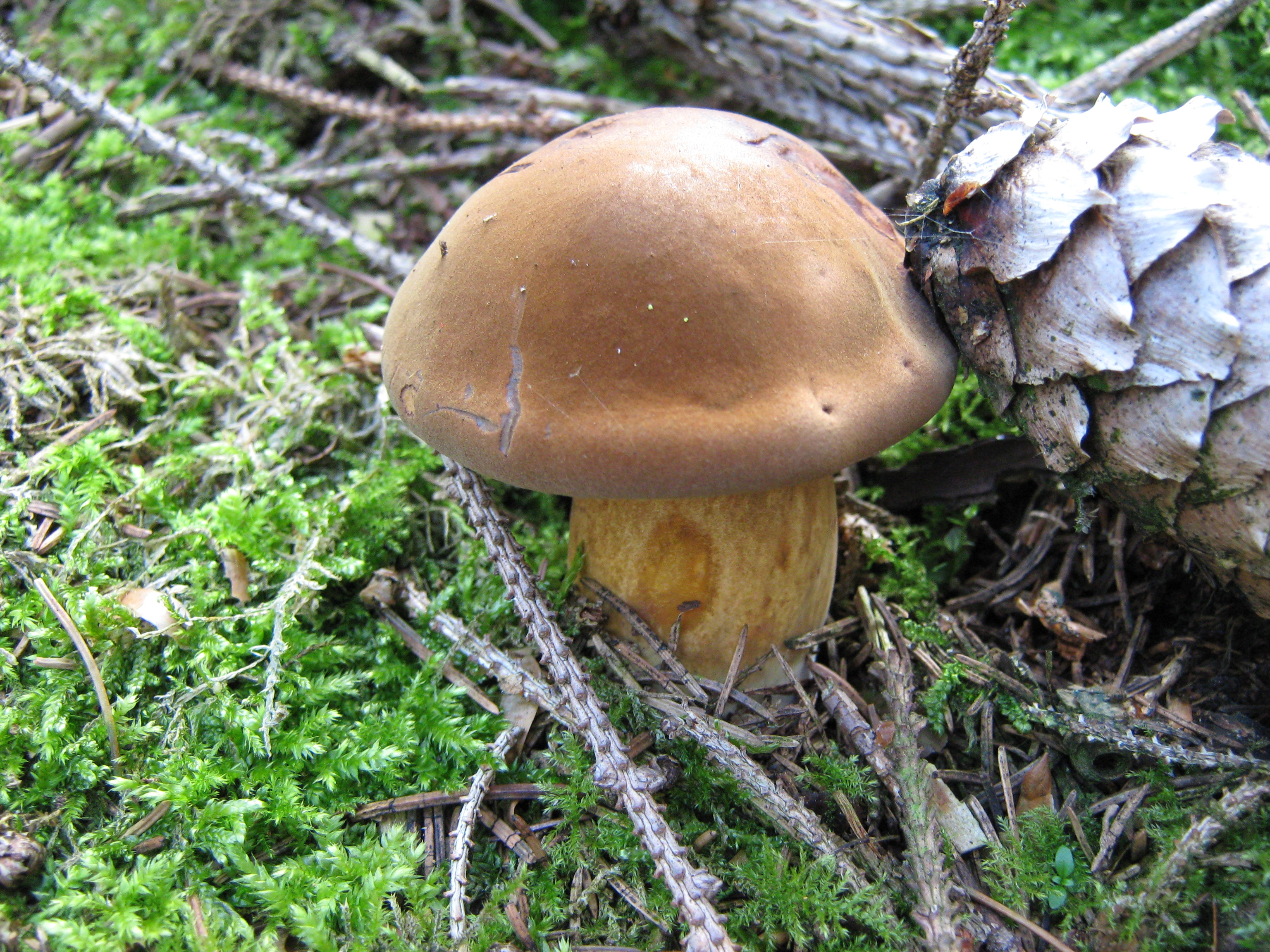
Xerocomus badius sin. Boletus badius

## Valorificare
Bureții proaspeți și tineri sunt foarte savuroși. Ei pot fi pregătiți ca ciulama, cel mai bine împreună cu alte ciuperci de pădure sau adăugați la un sos de carne de vită sau vânat. În afară de aceasta, ei pot fi tăiați felii și congelați. De asemenea este posibilă, după tăierea în felii, uscarea lor. Bine gustoși sunt preparați ca Duxelles (un fel de zacuscă pe bază de ciuperci).
Micologul francez Marcel Bon l-a indicat suspect, ce este incorect. El a confundat soiul cu Gyroporus ammophilus, descoperit de abia în anul 2006 de micologul catalan Enric Gràcia Barba. Buretele crește momentan numai în Europa de Sudvest.